# 링야스포츠 파크 역
링야스포츠 파크 역은 가오슝 첩운 귤선의 1역이다.

## 역 구조

### 승강장
| 지면     | 출입구                              | 출입구                                       |
| 지하 1층 | 승강장                              | 출입구                                       |
| 지하 1층 | 승강장                              | 화장실                                       |
| 지하 2층 | 1호 플랫폼                          | ←가오슝 첩운 귤선 하마센방면（우콰이추오역） |
| 지하 2층 | 플랫폼，문의 왼쪽 / 오른쪽 열립니다 |                                              |
| 지하 2층 | 2호 플랫폼                          | 가오슝 첩운 귤선 다랴오방면（웨이우잉역）→   |

## 역 출입구
역의 북쪽의 서쪽 끝 부분에 위치한 출입구1，역의 남쪽의 서쪽 끝 부분에 위치한 출입구2，역의 남쪽의 동쪽 끝에 위치한 출입구3，역의 북쪽의 동쪽 끝에 위치한 출입구4입니다.
- 출입구1：종증1로, 부인로, 종증 초등학교, 종증지격관
- 출입구2：종증1로, 밍드길
- 출입구3：종증1로, 우잉로, 종증경기장
- 출입구4：종증1로, 종증지격관